# Rodgers Rop
Rodgers Rop (Kapsabet, 16 febbraio 1976) è un ex maratoneta keniota.

## Competizioni internazionali
2001
- Bronzo alla Maratona di New York ( New York) - 2h09'52"
- Oro alla BIG25 Berlin ( Berlino), 25 km - 1h13'44"
- Bronzo alla Mezza maratona di Berlino ( Berlino) - 1h00'57"
- Oro alla Mezza maratona di Nairobi ( Nairobi) - 1h02'10"
- Oro alla City-Pier-City Loop ( L'Aia) - 1h02'12"
- Bronzo alla Mezza maratona di Breda ( Breda) - 1h02'15"
- Bronzo alla Mezza maratona del Portogallo ( Lisbona) - 1h02'36"
- 7° alla Mezza maratona di Virginia Beach ( Virginia Beach) - 1h03'07"
- Oro alla Tilburg 10 miles ( Tilburg), 10 miglia - 45'56"
- 10° alla Dam to Damloop ( Amsterdam), 10 miglia - 47'01"
- Argento alla Royal Ten ( L'Aia) - 28'01"
- Oro alla Kasseler Citylauf ( Kassel) - 28'23"
- Argento alla Internationaler Osterlauf ( Paderborn) - 28'34"
- Argento alla Würzburg Residenzlauf ( Würzburg) - 28'44"
- Oro alla Rostocker CityLauf ( Rostock) - 28'54"
- 4° alla Steamboat Classic ( Peoria), 4 miglia - 17'56"

2002
- Oro alla Maratona di Boston ( Boston) - 2h09'02"
- Oro alla Maratona di New York ( New York) - 2h08'07"
- Oro alla BIG25 Berlin ( Berlino), 25 km - 1h15'48"
- 5° alla Mezza maratona di Lisbona ( Lisbona) - 1h00'45"
- Bronzo alla Great North Run ( Newcastle upon Tyne) - 1h01'40"
- 6° alla Mezza maratona del Portogallo ( Lisbona) - 1h02'59"
- Argento alla 20 km di Alphen aan den Rijn ( Alphen aan den Rijn), 20 km - 58'49"
- Argento alla Tilburg 10 miles ( Tilburg), 10 miglia - 46'37"
- Oro alla Internationaler Osterlauf ( Paderborn) - 28'04"
- Bronzo alla Oelder Citylauf ( Oelde) - 28'49"
- 10° alla San Juan World's Best 10K ( San Juan) - 29'23"

2003
- 7° alla Maratona di Boston ( Boston) - 2h16'14"
- Argento alla Maratona di New York ( New York) - 2h11'11"
- 6° alla Mezza maratona di Lisbona ( Lisbona) - 1h00'50"
- Oro alla Mezza maratona di Bad Hersfeld ( Bad Hersfeld) - 1h03'15"
- 7° alla Oelder Citylauf ( Oelde) - 29'36"
- 12° alla Fortis Loopfestijn ( Voorthuizen) - 30'00"
- 5° alla Ludwigshafener Stadtlauf ( Ludwigshafen), 9,5 km - 28'12"
- 13° alla Die Nacht von Borgholzhausen	( Borgholzhausen), 5 miglia - 24'41"

2004
- 9° alla Maratona di Amsterdam ( Amsterdam) - 2h13'58"
- Oro alla Mezza maratona di Lisbona ( Lisbona) - 59'49"
- Bronzo alla Mezza maratona del Portogallo ( Lisbona) - 1h02'03"

2005
- 7° alla Maratona di Parigi ( Parigi) - 2h10'31"
- 6° alla Maratona di Seul ( Seul) - 2h13'25"
- 5° alla Mezza maratona di Lisbona ( Lisbona) - 1h00'46"
- 4° alla Mezza maratona di Rotterdam ( Rotterdam) - 1h00'56"
- 13° alla San Blas Half Marathon ( Coamo) - 1h06'40"
- Argento al Miglianico Tour ( Miglianico), 18 km - 51'43"
- 4° al Giro podistico internazionale di Castelbuono ( Castelbuono) - 34'49"
- Argento alla Amatrice-Configno ( Amatrice), 8,4 km - 23'53"

2006
- 5° alla Maratona di New York ( New York) - 2h11'24"
- 6° alla Maratona di Londra ( Londra) - 2h07'34"
- 8° alla Mezza maratona di Lisbona ( Lisbona) - 1h02'04"
- 6° alla Great North Run ( Newcastle upon Tyne) - 1h03'16"
- Argento alla Internationaler Schortenser Jever Fun Lauf ( Schortens), 10 miglia - 47'02"
- Bronzo alla Dieci Miglia del Garda ( Gargnano), 10 miglia - 50'17"
- Oro alla Internationaler Osterlauf ( Paderborn) - 28'47"
- 4° alla Fortis Loopfestijn ( Voorthuizen) - 29'34"

2007
- 12° alla Maratona di New York ( New York) - 2h18'10"
- Oro alla Maratona di Amburgo ( Amburgo) - 2h07'32"
- 13° alla Mezza maratona di Rotterdam ( Rotterdam) - 1h03'03"
- 4° alla 20 km di Alphen aan den Rijn ( Alphen aan den Rijn), 20 km - 58'04"
- 4° alla Internationaler Schortenser Jever Fun Lauf ( Schortens), 10 miglia - 48'28"

2008
- 35° alla Peachtree Road Race ( Atlanta) - 31'52"

2011
- 11° alla Mezza maratona di Amburgo ( Amburgo) - 1h08'45"
- Bronzo alla Dorpsloop ( De Lotte) - 30'50"
- 12° alla Fortis Loopfestijn ( Voorthuizen) - 31'02"
- 26° alla Oelder Citylauf ( Oelde) - 31'46"
- 14° alla Ludwigshafener Stadtlauf ( Ludwigshafen), 9,6 km - 28'59"